# ホット & コールド
「ホット & コールド」（原題：Hot N Cold）は、アメリカ合衆国の歌手ケイティ・ペリーのデビュー・アルバム『ワン・オブ・ザ・ボーイズ』からのセカンド・シングル。この楽曲は、アメリカ合衆国の総合シングルチャートBillboard Hot 100にてトップ5入りしており、前作「キス・ア・ガール」に続くヒット・シングルとなっている。

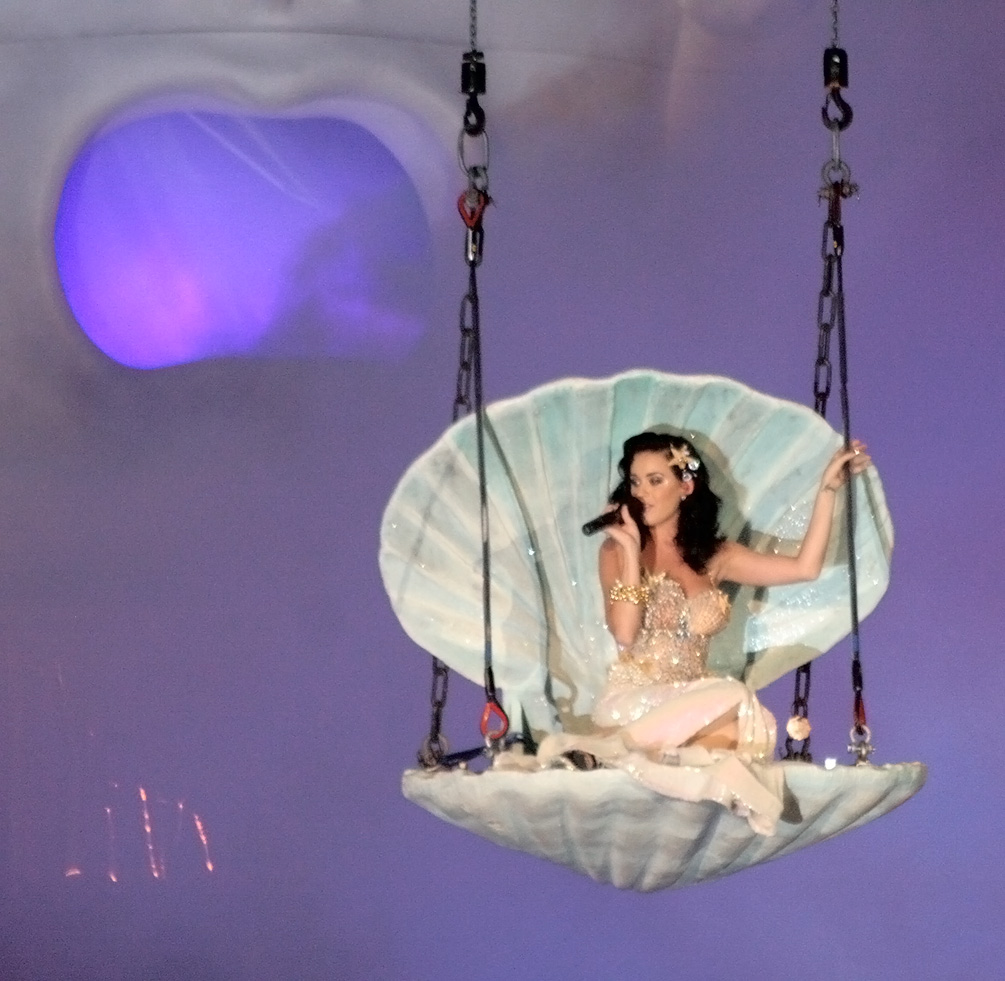
「ホット & コールド」を歌うケイティ・ペリー (2009年)